# Южный (Мартыновский район)
Южный — посёлок в Мартыновском районе Ростовской области.
Административный центр Южненского сельского поселения.

## География
Расположен на левом берегу Донского магистрального канала, и на правом берегу реки Сал, в 42 километрах от города Волгодонска. Граничит в непосредственной близости с хутором Калинин, Егоров и посёлком Савельевский (Волгодонской район), с хутором Малая Мартыновка и посёлком Центральный.

### Улицы
- улица Волгодонская
- улица Железнодорожная
- улица Зелёная
- улица Ленина
- улица Мира
- улица Новая
- улица Оросительная
- улица Садовая
- улица Степная
- улица Тоннельная
- переулок Административный
- переулок Клубный
- переулок Метростроевский
- переулок Почтовый
- переулок Стахановский
- переулок Школьный
- переулок Зелёный
- переулок Южный

## История
Основан в 1952 году в связи со строительством Донского магистрального канала.
До 1992 года посёлок Южный имел статус посёлока городского типа.
В посёлке Южный была расквартирована конвойная рота в/ч 7405, несущая охрану зоны общего режима.
Также в посёлке был футбольный клуб «Спартак-Братский» который играл во 2-й зоне 3-й лиги чемпионата России с 1994 по 1998 годы

## Население
| 1959 | 1970  | 1979  | 1989  | 2010  | 2015  |
| ---- | ----- | ----- | ----- | ----- | ----- |
| 2431 | ↗3197 | ↗3671 | ↘3642 | ↘2495 | ↗2519 |

## Экономика и инфраструктура
Посёлок входит в тройку крупнейших населённый пунктов Мартыновкого района по развитию, инфраструктуре и количеству населения.